# Zhaozhou Congshen
Zhaozhou Congshen (Chinees: 趙州從諗; Japans: Jōshū Jūshin) (778-897) was een Chinese zen-boeddhistische leraar. Hij is bekend geworden door zijn paradoxale uitspraken en daden. Zhaozhou komt vaak voor in boeddhistische koans.

## Biografie
Zhaozhou Congshen werd geboren op het platteland in het noorden van China. Op jong leeftijd werd hij monnik. Van Nanquan Puyuan (748–835), een leerling van Mazu Daoyi (709-788), ontving hij op achttienjarige leeftijd dharma-overdracht. Het gesprek tussen Nanquan en Zhaozhou naar aanleiding van de koan "Wat is de weg" leidt bij Zhaozhou tot verlichting. Hij blijft bij deze leraar tot diens dood in 835.
Na 3 jaar van rouw start hij een pelgrimstocht door China, volgens de legende met de woorden: "Al is het een jongen van zeven jaar, en hij meer wijsheid heeft dan mij, ik zal van hem leren. Al is het een man van honderd jaar, en hij minder wijs is dan mij, ik zal hem les geven." Tijdens zijn reis van twintig jaar ontmoet hij alle belangrijke zenleraren uit zijn tijd. Op de leeftijd van 80 jaar vestigt hij zich in Guānyīnyuàn (觀音院), een oude tempel in de provincie Chao in het noorden van China. Daar geeft hij nog veertig jaar les aan een kleine groep leerlingen, totdat hij op 120-jarige leeftijd overlijdt. Zhaozhou stond bekend als de leraar "wiens lippen licht gaven" als hij sprak. Hij was in staat de essentie van de zen-spiritualiteit te verwoorden. Verder leefde hij zeer eenvoudig. De levensomstandigheden in de zendo waren moeilijk door de koude winters (de ruimte had geen voor- en achterwand) en het leven in eenvoud. Zijn zetel repareerde hij met brandhout en touw.
Zhaozhou wordt soms gezien als de belangrijkste zenleraar in de periode dat de Tang-dynastie in China aan invloed verloor door de opkomst van militaire gouverneurs (jiedushi) in de provincies. Door de vele onlusten en de vervolging van het boeddhisme door Tang Wuzong (vooral in 845) stierf de zenlijn van Zhaozhou uit.

## Werken
Tijdens de Song-dynastie ontstond er een vernieuwde belangstelling voor de oude meesters uit de Tang-dynastie. Doordat de zenlijn met deze meesters, en daarmee ook de mondelinge overdracht was doorbroken, moest men terugvallen op collecties van anekdotes die schriftelijk waren vastgelegd. Het onderricht van Zhaozhou is vastgelegd in het "Verslag van de Gezegden van Zhaozhou". Dit werk wordt voorafgegaan door een biografie, waarschijnlijk geschreven door Hui-ts'ung (Ezu) in 953. Wen-Yuan (Bun-en), een andere leerling, komt regelmatig terug in de anekdotes.
Zhaozhou wordt twaalf keer aangehaald in de koans van "De Geschriften van de Blauwe Rots" (Chinees, Pi-Yen lu, Japans Hekigan Roku) en vijfmaal in de "De Poortloze Barrière" (Chinees Wu-men Kuan, Japans Mumonkan).